# 莱奥波尔多·加尔铁里
莱奥波尔多·福尔图纳托·加尔铁里·卡斯特利（西班牙語：Leopoldo Fortunato Galtieri Castelli，西班牙語發音：[leoˈpoldo foɾtuˈnato ɣalˈtjeɾi kasˈteli]；1926年7月15日 - 2003年1月12日），阿根廷政治人物，軍事獨裁者。
他早年在军校学习工程学，后一直在军队任职。他支持1976年推翻民主政府的军事政变，政变后獲当权军政府提拔。1981年他访问美国，被罗纳德·里根视为反对共产主义的盟友并热情接待。同年他成为总统，继续实行独裁政策，禁止罢工和抗议，杀害左翼人士，经济上支持大地主和资本家。他的獨裁统治引起不满，为转移视线，他在1982年入侵英国海外领土福克兰群岛（马尔维纳斯），福克兰战争爆发。撒切尔夫人下令英军反击，阿根廷军失败，同年他被迫卸任总统及上将职位。
1983年軍政府倒台後，他因践踏人权的罪行而被捕，1991年被特赦。2002年特赦令被宣布无效，他再次被捕，2003年他在阿根廷逝世，葬於la Chacarita國家公墓。